# Laila Dåvøy
Laila Dåvøy (født 11. august 1948 i Bergen) er en norsk politiker (KrF). Hun var børne- og familieminister 2001–2005 og arbejds- og administrationsminister 1999–2000. Fra 2005 er hun stortingsrepræsentant for Hordaland. Hun har tidligere været leder for Norsk Sykepleierforbund.
Laila Dåvøy er uddannet sygeplejerske med videreuddannelse indenfor sygeplejevidenskab og administration. Hun har haft flere politiske poster på kommune- og fylkesniveau, har været næstformand i Landsstyret for kommunalt rusmiddelarbejde, og har været medlem af KrFs hovedbestyrelse og landsstyre.
I 2004 blev Dåvøy udnævnt til kommandør af St. Olavs Orden.